# طعم تو
طعم تو (ایتالیایی: Sapore di te) یک فیلم عاشقانه کمدی ایتالیایی به کارگردانی کارلو وانتسینا است که در سال ۲۰۱۴ منتشر شد.

## بازیگران
- وینچنتسو سالمه
- مائوریتسیو ماتیولی
- نانسی بریلی
- سرنا آئوتیری
- مارتینا استلا
- جورجو پازوتی
- کاتیا و والریا
- فیامتا چیکونیا
- رزالیندا کاناوو